# Yank, the Army Weekly
Yank, the Army Weekly – amerykański tygodnik wydawany przez Armię Stanów Zjednoczonych podczas II wojny światowej i bezpośrednio po niej.
Jedną z jego najpopularniejszych cech, mającą na celu podniesienie morale personelu wojskowego służącego za granicą, była cotygodniowa publikacja fotografii typu pin-up.

## Historia
Pomysł na czasopismo wyszedł od Egberta White’a, który pracował w gazecie „Stars and Stripes” podczas I wojny światowej. Zaproponował on ten pomysł armii na początku 1942 roku i aby móc stanąć na czele czasopisma wojskowego przyjął stopień podpułkownika. White został redaktorem naczelnym, major Franklin S. Forsberg był kierownikiem ds. biznesowych, a major Hartzell Spence pełnił funkcję głównego redaktora. White został później usunięty z redakcji „Yanka” z powodu nieporozumień dotyczących artykułów, które się w nim ukazały. Niedługo potem Spence’owi również przydzielono inne obowiązki, a głównym redaktorem został Joe McCarthy.
Pierwszy numer „Yanka” został opublikowany z datą 17 czerwca 1942 roku, jako 24-stronicowy tygodnik typu tabloidowego bez reklam, kosztujący pięć centów. Czasopismo redagowali żołnierze z korpusu szeregowych i podoficerów z kilkoma oficerami jako kierownikami i początkowo było ono dostępne wyłącznie dla personalu armii USA stacjonującego za granicą. Wraz z piątym numerem z 15 lipca 1942 roku udostępniono je także żołnierzem służby czynnej stacjonującym w kraju, jednak nigdy czasopismo nie trafiło do sprzedaży na rynku cywilnym. Łączny nakład „Yanka” przekroczył 2,5 miliona egzemplarzy dystrybuowanych w 41 krajach.
Ostatni numer ukazał się 28 grudnia 1945 roku. Joe McCarthy pozostał redaktorem „Yanka” do oficjalnego zamknięcia czasopisma 31 grudnia 1945 roku.

### List Trimminghama
Wydanie czasopisma z 28 kwietnia 1944 roku zawierało list od czarnoskórego kaprala, Ruperta Trimminghama, skarżącego się, że biali niemieccy jeńcy wojenni są traktowani z większym szacunkiem niż czarnoskórzy żołnierze amerykańscy. Reakcja na list była silna i natychmiastowa. W liście uzupełniającym opublikowanym 28 lipca 1944 roku Trimmingham stwierdził, że otrzymał 287 listów, w tym 183 od białych żołnierzy, popierających jego stanowisko. Redaktorzy donieśli, że „Yank” otrzymał „wiele komentarzy od żołnierzy, z których prawie wszyscy byli oburzeni traktowaniem kaprala”. W tym samym roku list Trimminghama zainspirował Roberta E. McLaughlina do napisania opowiadania pt. A Short Wait between Trains, a w 1945 roku do stworzenia jednoaktowej sztuki Ruth Moore.

## Artyści i fotografowie
W magazynie ukazywały się szkice popularnych wówczas artystów, takich jak Robert Greenhalgh, Victor Kalin czy Howard Brodie. Znalazły się w nim również karykatury G.I. Joe autorstwa Dave’a Bregera i karykatury Sad Sack autorstwa sierż. George’a Bakera. Karykatury twórcy The Family Circus również zostały zaprezentowane w „Yanku”, a artysta i autor Jack Coggins spędził ponad dwa lata w redakcji, najpierw w Nowym Jorku, a następnie w Londynie, tworząc ilustracje i artykuły w ponad 24 wydaniach. John Bushemi był fotografem, który fotografował wojnę na Pacyfiku i dostarczał również zdjęcia na okładki dla „Yanka”.

## Reaktywacja
W 2014 roku 1st Stryker Brigade Combat Team 1 Dywizji Pancernej stacjonujący w Fort Bliss w Teksasie wskrzesił „Yanka” jako oficjalną publikację brygady. Na każdej okładce pisma „1/1 AD YANK” znajdują się żołnierze tej jednostki odtwarzający kolejne zdjęcie okładkowe z oryginalnego magazynu „Yank”.

## Galeria

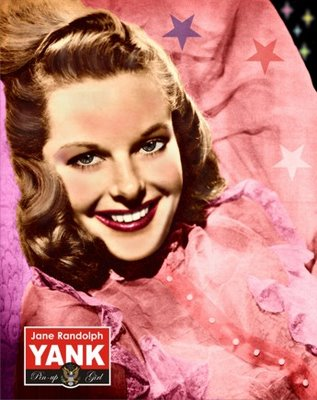
1
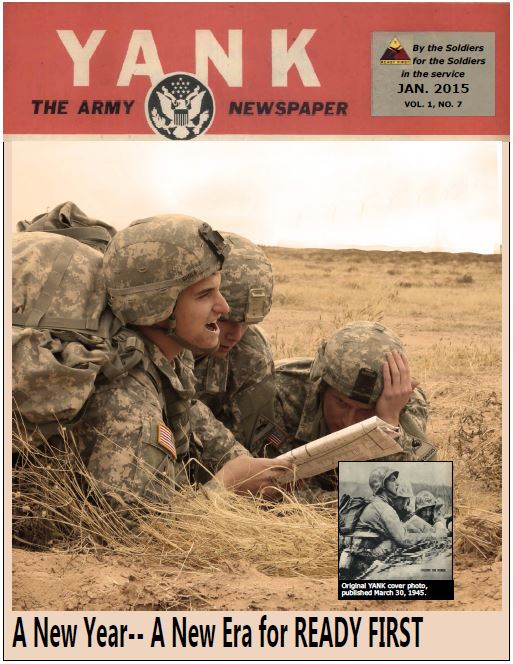
2
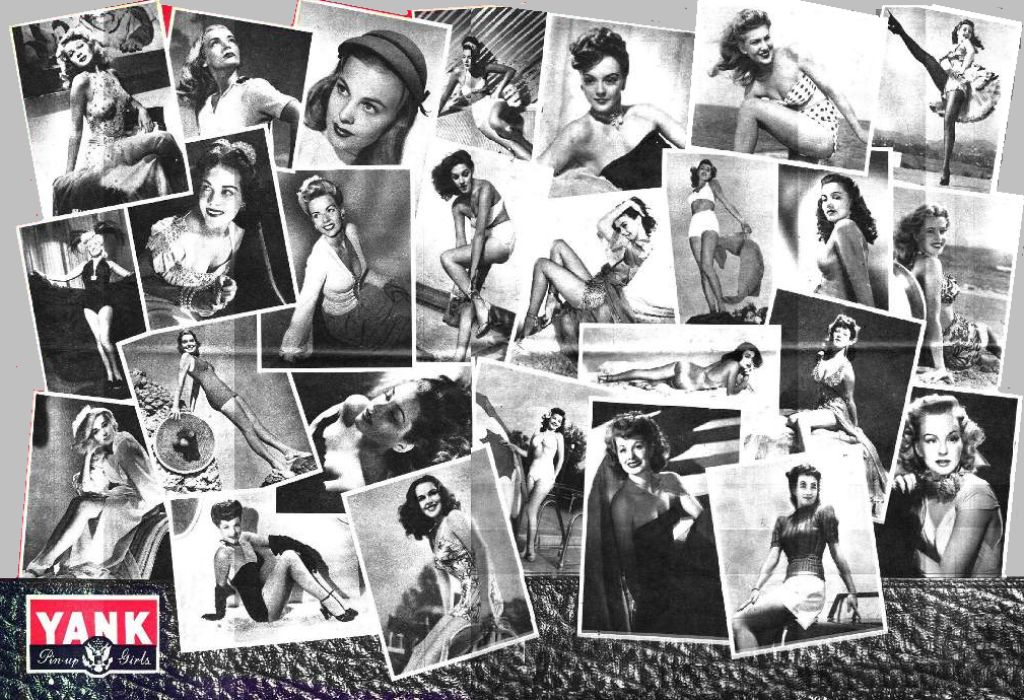
3
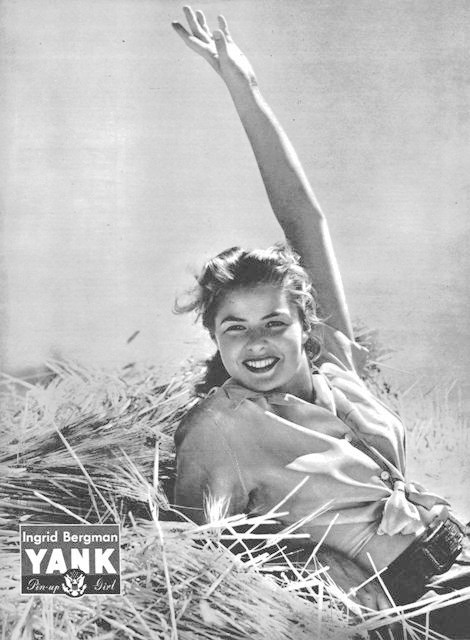
4
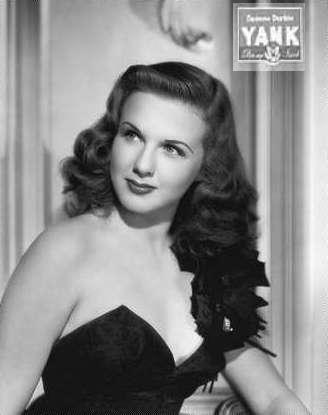
5
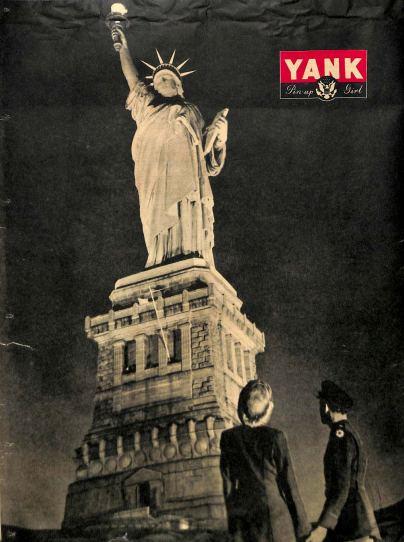
6
- 7
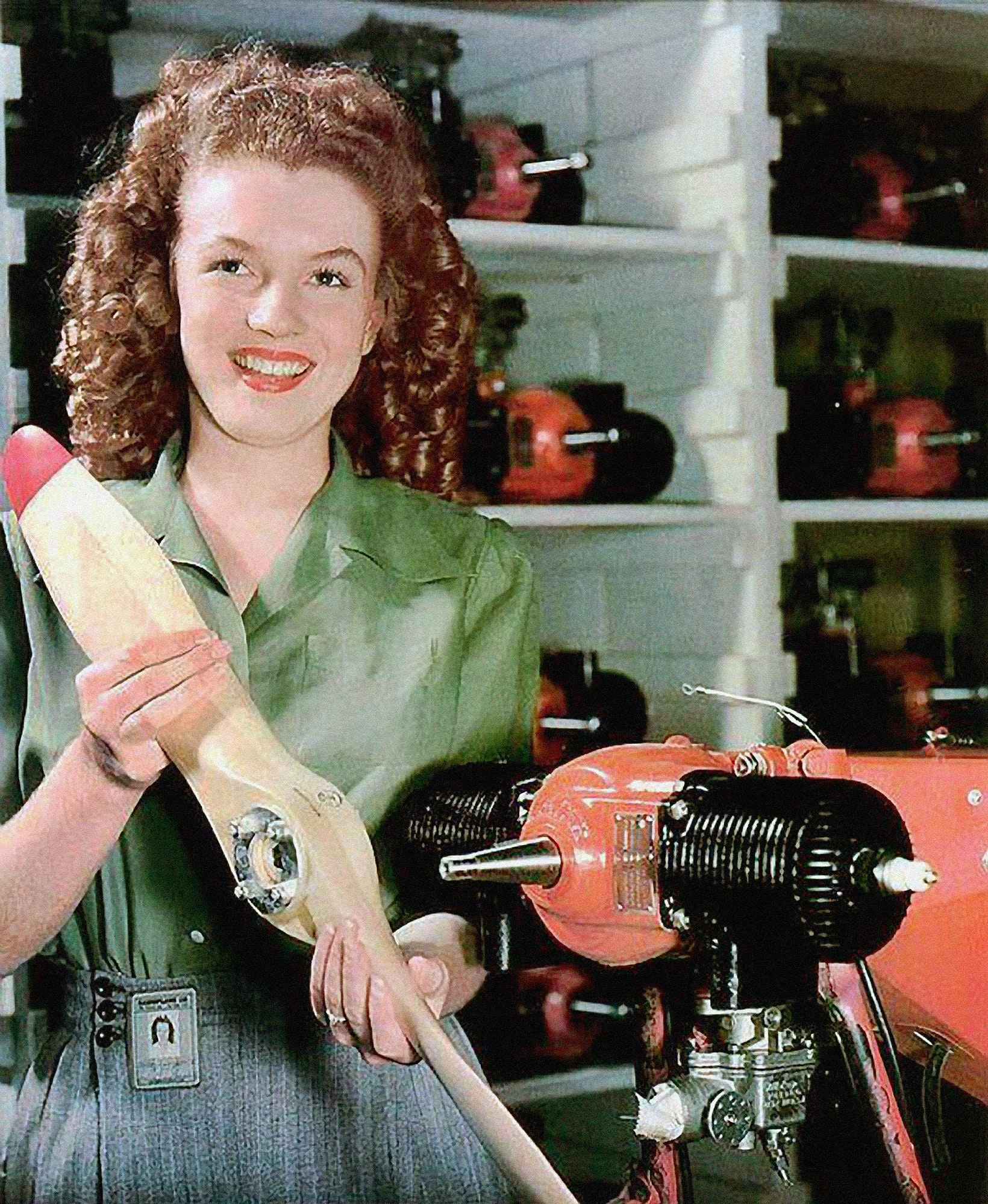
8

1. Jane Randolph w pierwszym numerze „Yanka” z 17 czerwca 1942
2. Zdjęcie na okładce magazynu „1/1 AD YANK” ze stycznia 2015. Trzech żołnierzy kompanii B 3. batalionu 41 Pułku Piechoty, 1 Brygady 1 Dywizji Pancernej odtwarza zdjęcie z okładki oryginalnego „Yanka” z 30 marca 1945.
3. Kolaż Pin-up Girls magazynu „Yank” opublikowany w ostatnim numerze z 28 grudnia 1945.
4. Ingrid Bergman – Pin-up Girl z 16 marca 1945.
5. Deanna Durbin – Pin-up Girl z 19 stycznia 1945.
6. Statua Wolności – Pin-up Girl pod koniec II wojny światowej.
7. Wywiad z baseballistą Jackiem Robinsonem z 1945 roku – napisany na krótko przed jego dołączeniem do Montreal Royals.
8. Zdjęcie Normy Jeane Dougherty (która później przyjęła pseudonim sceniczny Marilyn Monroe) w „Yanku” z 26 czerwca 1945 (sesja fot. 1944).